# Dariopsis
Dariopsis es un género de foraminífero bentónico de la familia Tetrataxidae, de la superfamilia Tetrataxoidea, del suborden Fusulinina y del orden Fusulinida. Su especie tipo es Dariopsis curviseptum. Su rango cronoestratigráfico abarca desde el Tournasiense hasta el Viseense (Carbonífero inferior).

## Discusión
Clasificaciones más recientes incluyen Dariopsis en el suborden Endothyrina, del orden Endothyrida, de la subclase Fusulinana y de la clase Fusulinata. Algunas clasificaciones han incluido Dariopsis en la familia Dariopsidae.

## Clasificación
Dariopsis incluye a la siguiente especie:
- Dariopsis curviseptum